# Sakuramochi
Sakuramochi (桜餅/ さくらもち) là một loại bánh ngọt wagashi truyền thống tại Nhật Bản với thành phần chính là lớp bánh giầy màu hồng bao lấy nhân mứt đậu đỏ bên trong và bên ngoài cùng là lá cây anh đào được muối. Khá thú vị là lá anh đào bình thường không có mùi gì cả nhưng sẽ có mùi đặc trưng khi được muối và nó sẽ truyền mùi hương này vào bánh, nhưng việc ăn hay không ăn lá muối này thì còn tùy quan điểm của mỗi người. Món này thường được dùng trong các dịp lễ ngắm hoa anh đào vào mùa xuân hay lễ dành cho các bé gái như Hinamatsuri.
Loại bánh này có hai cách làm chia thành hai trường phái dù vẫn gọi chung là sakuramochi nhưng thường sẽ gọi tên để phân biệt vì hình dáng khác nhau là Chōmeiji (長命寺, ちょうめいじ và Dōmyōji (道明寺, どうみょうじ).

## Chōmeiji

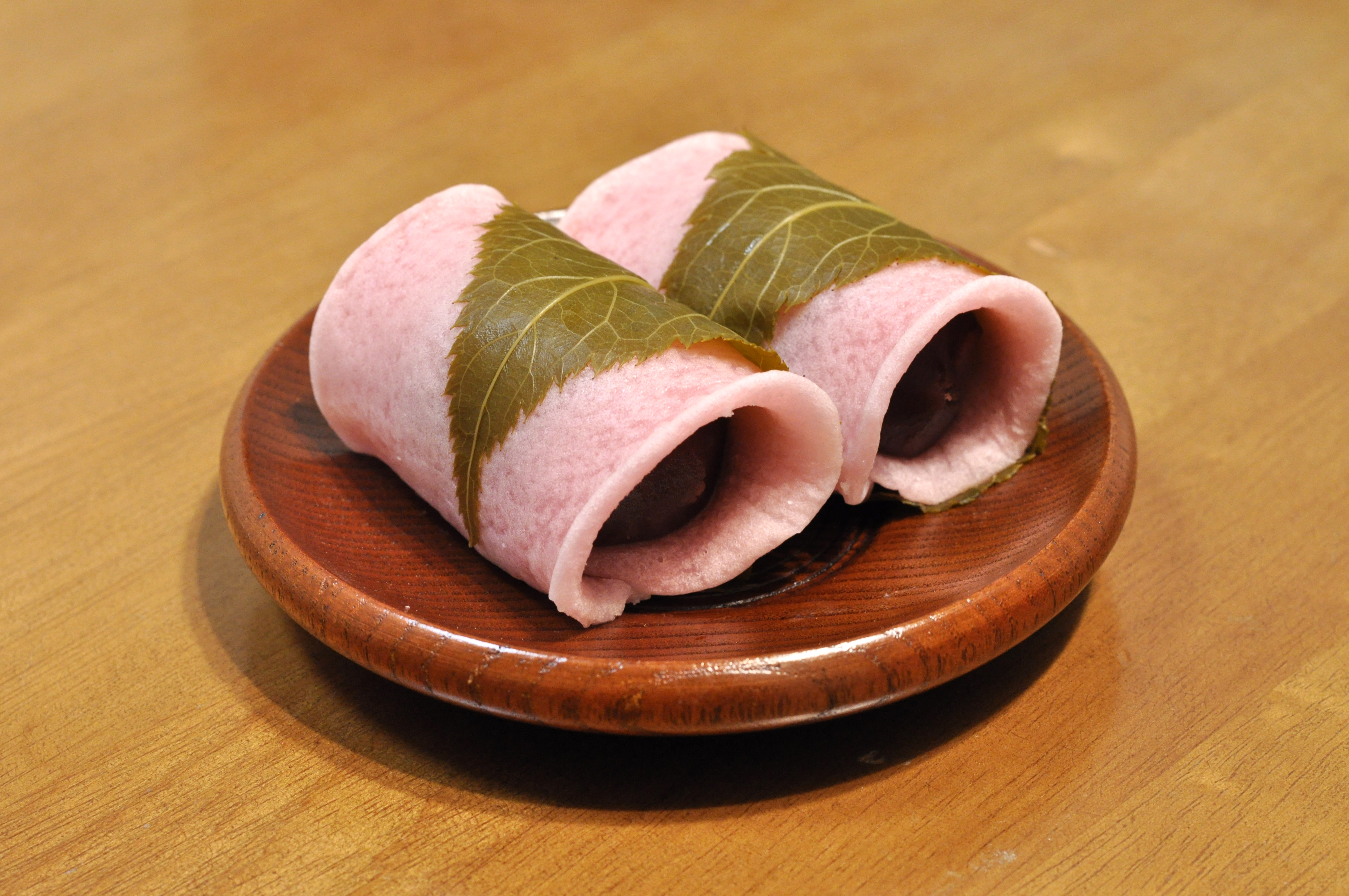
Chōmeiji.

Sách viết lại rằng năm Kyōhō thứ 2 (năm 1717), người gác đền Chōmeiji cạnh sông Sumida là Yamamoto Shinroku (山本新六, やまもとしんろく) đã chán việc quét sân với hai bàn tay phồng rộp và phát mệt khi tìm cách mang lá cây anh đào đi xử lý ở chỗ khác mỗi khi đến mùa nên đã nảy ra ý tưởng mang muối chúng và bán chúng chung với món bánh ngọt của đền vốn là một miếng bánh giầy cán mỏng gói mứt đậu đỏ cho những người viếng đền và sau đó là cho những người bán dạo dọc bờ sông. Không rõ vì lý do gì nhưng món bánh này đã trở nên nổi tiếng trong thời Edo và trở thành loại sakuramochi phổ biến tại vùng Kantō. Trong một cuốn sách ghi chép việc làm bánh tìm được năm 1825 thì Yamamoto đã muối 31 thùng lá với mỗi thùng chứa được 25.000 lá, dùng hai lá cho mỗi bánh thì tổng cộng sẽ có hơn 380.000 bánh được làm, một con số khá ấn tượng cho thời Edo thể hiện việc người dân thời đó thích ăn loại bánh này.

## Dōmyōji

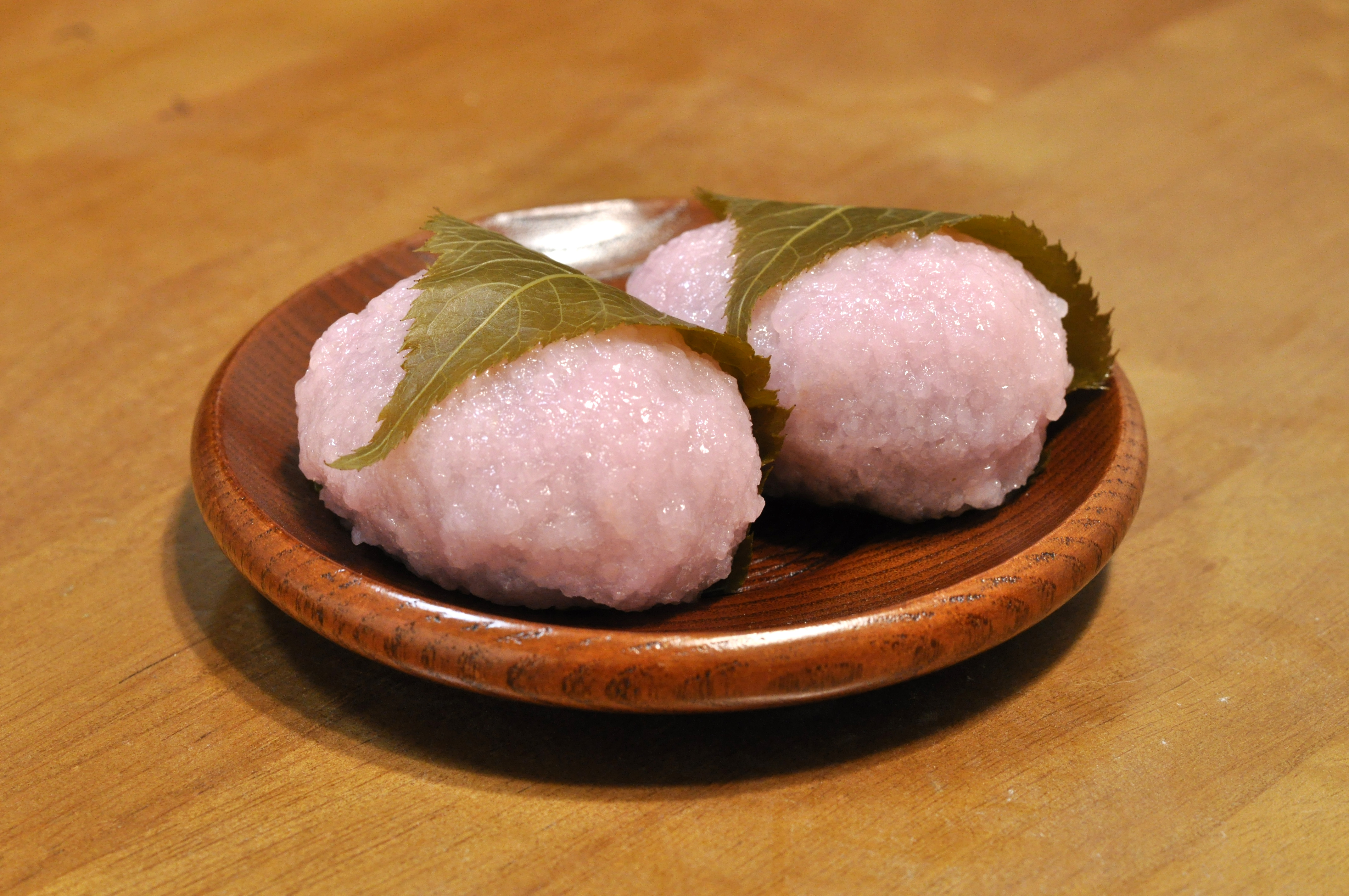
Dōmyōji.

Đây là trường phái tại vùng Dōmyōji của Osaka với một lớp bánh giầy bọc lấy toàn bộ nhân. Chúng được làm như một loại thực phẩm dùng để bảo quản. Đây là loại sakuramochi phổ biến tại vùng Kansai.